# Viviane Le Dissez
Viviane Le Dissez (* 22. März 1959 in Tréguier) ist eine französische Politikerin. Sie ist seit 2012 Abgeordnete der Nationalversammlung.
Le Dissez trat 1999 der Parti socialiste bei. Bei den Parlamentswahlen 2007 kandidierte sie als Stellvertreterin von Jean Gaubert, der als Abgeordneter der zweiten Wahlkreises des Départements Côtes-d’Armor wiedergewählt wurde. 2008 erlangte sie mit der Wahl zur Bürgermeisterin von Plancoët ihr erstes politisches Amt. Weil Gaubert sich 2012 nicht erneut als Abgeordneter zur Wahl stellte, wurde sie bei den Parlamentswahlen in diesem Jahr die sozialistische Kandidatin im Wahlkreis und zog nach ihrem Wahlerfolg in die Nationalversammlung ein. Im November desselben Jahres wurde sie zudem zur Präsidentin des Verwaltungsrats der Küstenschutzorganisation Conservatoire du littoral gewählt.